# تباعد (متجهات)

تباعد الحقول المتجهية المختلفة. تباعد المتجهات بالنسبة للنقطة (x ، y) يساوي مجموع المشتق الجزئي بالنسبة لـ x للمركبة x والمشتق الجزئي بالنسبة لـ y للمركبة y عند هذه النقطة:

في حساب المتجهات، التباعد ورمزه {\displaystyle \nabla .} أو {\displaystyle \operatorname {div} (\mathbf {F} )} مؤثر تفاضلي على غرار مؤثري الدوران والتدرج. يقيس مؤثر التباعد شدة مصدر الحقل المتجهي (حيث التباعد أكبر من الصفر) أو مصرفه (حيث التباعد أقل من الصفر) عند نقطة معينة . ويؤثر التباعد على الحقول المتجهة وينتج عنه حقل قياسي. أما إذا كان التباعد صفرا فهذا يعني أن الحقل المتجهي بلا مصدر ولا مصرف، ويسمى الحقل في هذه الحالة حقلا متجهيا ملفيا [الإنجليزية] لإنه ليس له بداية ولا نهاية . ومن الأمثلة على ذلك المجالات المغناطيسية. فخطوط المجال المغناطيسي للكرة الأرضية تخرج من القطب الجنوبي (المصدر) وتتجه إلى القطب الشمالي (المصرف) . فعند قياس تباعدها حول الأرض فالنتيجة سوف تكون صفرا لإن كل ما يخرج منها يعود إليها، وهذا ما أكد استحالة وجود مغناطيس أحادي القطب. وكذا ُفإن تباعد أي مجال دوار يساوي صفر أي أن :{\displaystyle \nabla \cdot (\nabla \times \mathbf {A} )=0} مهما كان الحقل A.

## التعريف
يعرف تباعد الحقل المتجهي {\displaystyle {\vec {F}}\colon \mathbb {R} ^{n}\to \mathbb {R} ^{n}} الذي تمتد مركباته في ن من الأبعاد على أنه قسمة المركبة {\displaystyle F_{i}} بالكمية {\displaystyle {\tfrac {\partial }{\partial x_{i}}}}. على سبيل المثال إذا كانت ن=3 أي {\displaystyle {\vec {F}}(x_{1},x_{2},x_{3})} في ثلاثة أبعاد فإن التباعد يعطى بالصيغة التالية:
{\displaystyle \operatorname {div} \colon {\vec {F}}=\left(F_{1},F_{2},F_{3}\right)\mapsto {\frac {\partial }{\partial x_{1}}}F_{1}+{\frac {\partial }{\partial x_{2}}}F_{2}+{\frac {\partial }{\partial x_{3}}}F_{3}}
والآن للتعميم على الحقل {\displaystyle {\vec {F}}=(F_{1},\ldots ,F_{n})} في ن من الأبعاد. فإن التباعد يكون:
{\displaystyle \operatorname {div} \colon {\vec {F}}=\left(F_{1},\ldots ,F_{n}\right)\mapsto \sum _{i=1}^{n}{\frac {\partial }{\partial x_{i}}}F_{i}}

## التباعد في الإحداثيات ثلاثية الأبعاد
يحسب التباعد لحقل متجهي في الإحداثيات الديكارتية ثلاثية الأبعاد {\displaystyle {\vec {F}}(x,y,z)} وفقا لما يلي:
{\displaystyle \operatorname {div} \,{\vec {F}}={\frac {\partial F_{x}}{\partial x}}+{\frac {\partial F_{y}}{\partial y}}+{\frac {\partial F_{z}}{\partial z}}}
وفي الإحداثيات الإسطوانية {\displaystyle {\vec {F}}(\rho ,\varphi ,z)}:
{\displaystyle \operatorname {div} \,{\vec {F}}={\frac {1}{\rho }}{\frac {\partial }{\partial \rho }}(\rho F_{\rho })+{\frac {1}{\rho }}{\frac {\partial F_{\varphi }}{\partial \varphi }}+{\frac {\partial F_{z}}{\partial z}}}
أما في الإحداثيات الكروية {\displaystyle {\vec {F}}(r,\theta ,\varphi )}

{\displaystyle \operatorname {div} \,{\vec {F}}={\frac {1}{r^{2}}}{\frac {\partial }{\partial r}}(r^{2}F_{r})+{\frac {1}{r\sin \theta }}{\frac {\partial }{\partial \theta }}(F_{\theta }\sin \theta )+{\frac {1}{r\sin \theta }}{\frac {\partial F_{\varphi }}{\partial \varphi }}}

## العمليات على المتجهات
يدرس التفاضل الشعاعي العديد من العمليات التفاضلية معرفة في الحقل الشعاعي أو السلمي، والتي يعبر عنها غالباً على شكل المؤثر نابلا ({\displaystyle \nabla }). العمليات الرئيسية الأربعة في التفاضل الشعاعي هي:
| العملية           | الترميز                                                                        | الوصف                                                      | المجال                                |
| ----------------- | ------------------------------------------------------------------------------ | ---------------------------------------------------------- | ------------------------------------- |
| تدرج Gradient     | {\displaystyle \operatorname {grad} (f)=\nabla f}                              | تقيس معدل وجهة التغير في الحقل السلمي.                     | تسقط الحقل السلمي على الحقل الشعاعي.  |
| دوران Curl        | {\displaystyle \operatorname {curl} (\mathbf {F} )=\nabla \times \mathbf {F} } | يقيس قابلية الدوران حول نقطة في الحقل الشعاعي.             | يسقط الحقل الشعاعي على الحقل الشعاعي. |
| تباعد Divergence  | {\displaystyle \operatorname {div} (\mathbf {F} )=\nabla \cdot \mathbf {F} }   | يقيس ميل المصدر أو المصرف عند نقطة معينة في الحقل الشعاعي. | يسقط الحقل الشعاعي على الحقل السلمي.  |
| لابلاسي Laplacian | {\displaystyle \Delta f=\nabla ^{2}f=\nabla \cdot \nabla f}                    | مركب من عمليتي التباعد والتدرج.                            | يسقط الحقل السلمي على الحقل السلمي.   |